# Long Man
Long Man är en civil parish i Storbritannien.   Den ligger i grevskapet East Sussex och riksdelen England, i den södra delen av landet, 80 km söder om huvudstaden London. Antalet invånare är 447. Arean är 16,1 kvadratkilometer.
Terrängen i Long Man är platt.